# 亡念のザムド ザンバニ号放送局
『亡念のザムド ザンバニ号放送局』（ぼうねんのザムド ザンバニごうほうそうきょく）は、アニメ『亡念のザムド』の関連番組として、音泉にて配信されていたインターネットラジオ番組である。毎週月曜日更新されていた。

## コーナー
- ふつおた
- 「もっすごい…考えろ!」
- アベド・トレーニング
- ジャストフィット・次回予告

## ゲスト
- #10,11 立花慎之介
- #19,20 小西克幸
- #21,22 宮地昌幸
- #23,24 折笠富美子